# Syllitus undulatus
Syllitus undulatus là một loài bọ cánh cứng trong họ Cerambycidae.